# Труженка (Донецкая область)
Труженка (укр. Труженка) — посёлок в Никольском районе Донецкой области Украины.
Население по переписи 2001 года составляло 472 человека. Почтовый индекс — 87010. Телефонный код — 6246. Код КОАТУУ — 1421784403.

## Местный совет
87010, Донецкая обл., Никольский р-н, с. Малоянисоль, ул. Ленина, 2-64-31